# Derby, Kansas
Derby är en stad (city) i Sedgwick County, i delstaten Kansas, USA. Enligt United States Census Bureau har staden en folkmängd på 22 279 invånare (2011) och en landarea på 24,7 km².